# Нелєпо Борис Олексійович
Нелєпо Борис Олексійович (15 серпня 1932, Москва CРСР — 4 липня 2007, Москва) — океанолог, доктор фізико-математичних наук, професор, академік АН УРСР (1978).

## Життєпис
Народився 15 серпня 1932 року в місті Москва. 
У 1955 році закінчив фізичний факультет Московського державного університету, після чого займався там педагогічною діяльністю, навчався в аспірантурі.
З 1963 почав працювати у  Морському гідрофізичному інституті АН УРСР у місті Севастополі. До 1974 був завідувачем відділу ядерної гідрофізики. З 1974 до 1985 року був директором даного наукового закладу.
З 1981 до 1983 року був академіком-секретарем Вiддiлення океанологiї i географiї АН УРСР
З 1986 року працював в Інституті фізики атмосфери АН СРСР у Москві.

## Наукова діяльність
Досліджував найважливіші проблеми експериментальної і ядерної гідрофізики, автоматизації суттєвих гідрофізичних досліджень. Заклав теоретичні основи технічних методів і засобів дистанційного зондування океану з використанням штучних супутників Землі. 
Отримані дані і висновки були активно використані при затвердженні міжнародного  Договору про заборону випробувань ядерної зброї в атмосфері, космічному просторі й під водою.

## Нагороди
- Лауреат Державної премії УРСР у галузі науки і техніки (1979)
- Лауреат державної премії СРСР в галузі науки і техніки]] (1989)